# FIVB World Tour 1996
De FIVB World Tour 1996 vond plaats tussen april en december 1996. De achtste editie van de mondiale beachvolleybalcompetitie bestond in totaal uit 24 toernooien en deed twintig steden aan. Bij de mannen wonnen de Brazilianen Zé Marco en Emanuel Rego het eindklassement en bij de vrouwen  prolongeerde het Braziliaanse duo Sandra Pires en Jackie Silva hun titel. Daarnaast stonden de Olympische Spelen dat jaar voor het eerst op de kalender.

## Kalender
| Plaats        | Categorie         | Geslacht | Datum                 | Prijzengeld |
| ------------- | ----------------- | -------- | --------------------- | ----------- |
| Marbella      | World Series      | mannen   | 5 – 7 april 1996      | $150.000    |
| Maceió        | World Series      | vrouwen  | 10 – 14 april 1996    | $140.000    |
| Recife        | World Series      | vrouwen  | 17 – 21 april 1996    | $140.000    |
| João Pessoa   | World Series      | mannen   | 9 – 12 mei 1996       | $150.000    |
| Alanya        | World Series      | mannen   | 31 mei – 2 juni 1996  | $150.000    |
| Hermosa Beach | World Series      | mannen   | 21 – 23 juni 1996     | $150.000    |
| Hermosa Beach | World Series      | vrouwen  | 21 – 23 juni 1996     | $140.000    |
| Marseille     | World Series      | mannen   | 27 – 30 juni 1996     | $150.000    |
| Berlijn       | World Series      | mannen   | 5 – 7 juli 1996       | $150.000    |
| Atlanta       | Olympische Spelen | mannen   | 23 – 28 juli 1996     | n.v.t.      |
| Atlanta       | Olympische Spelen | vrouwen  | 23 – 27 juli 1996     | n.v.t.      |
| Pornichet     | Grand Slam        | mannen   | 9 – 11 augustus 1996  | $400.000    |
| Osaka         | World Series      | vrouwen  | 9 – 11 augustus 1996  | $140.000    |
| Espinho       | World Series      | vrouwen  | 9 – 11 augustus 1996  | $140.000    |
| Espinho       | Grand Slam        | mannen   | 16 – 18 augustus 1996 | $400.000    |
| Oostende      | World Series      | vrouwen  | 16 – 18 augustus 1996 | $140.000    |
| Lignano       | World Series      | mannen   | 23 – 25 augustus 1996 | $150.000    |
| Busan         | World Series      | vrouwen  | 23 – 35 augustus 1996 | $140.000    |
| Tenerife      | World Series      | mannen   | 5 – 8 september 1996  | $150.000    |
| Carolina      | Grand Slam        | vrouwen  | 6 – 8 september 1996  | $300.000    |
| Jakarta       | World Series      | mannen   | 4 – 6 oktober 1996    | $150.000    |
| Carolina      | World Series      | mannen   | 18 – 20 oktember 1996 | $150.000    |
| Fortaleza     | World Series      | mannen   | 24 – 27 oktober 1996  | $150.000    |
| Salvador      | World Series      | vrouwen  | 7 – 10 november 1996  | $140.000    |
| Jakarta       | World Series      | vrouwen  | 22 – 24 november 1996 | $140.000    |
| Durban        | World Series      | mannen   | 13 – 15 december 1996 | $150.000    |

## Resultaten

### World Series Marbella
Van 5 tot en met 7 april 1996
| Mannen | Mannen                           |
| Rang   | Team                             |
| ------ | -------------------------------- |
| 1      | Zé Marco / Emanuel Rego          |
| 2      | Roberto Lopes / Franco Neto      |
| 3      | Martín Conde / Eduardo Martínez  |
| 4      | John Child / Mark Heese          |
| 5      | Marek Pakosta / Michal Palinek   |
| 5      | Dmitri Karasev / Maksim Pospelov |
| 7      | Francisco Álvarez / Juan Rossell |
| 7      | Mariano Baracetti / Fabio Pérez  |

### World Series Maceió
Van 10 tot en met 14 april 1996
| Vrouwen | Vrouwen                           |
| Rang    | Team                              |
| ------- | --------------------------------- |
| 1       | Sandra Pires / Jackie Silva       |
| 2       | Mônica Rodrigues / Adriana Samuel |
| 3       | Adriana Behar / Shelda Bede       |
| 4       | Beate Bühler / Danja Müsch        |
| 5       | Holly McPeak / Nancy Reno         |
| 5       | Natalie Cook / Kerri Pottharst    |
| 7       | Karolyn Kirby / Angela Rock       |
| 7       | Isabel Salgado / Gerusa Costa     |

### World Series Recife
Van 17 tot en met 21 april 1996
| Vrouwen | Vrouwen                             |
| Rang    | Team                                |
| ------- | ----------------------------------- |
| 1       | Sandra Pires / Jackie Silva         |
| 2       | Mônica Rodrigues / Adriana Samuel   |
| 3       | Adriana Behar / Shelda Bede         |
| 4       | Natalie Cook / Kerri Pottharst      |
| 5       | Barbra Fontana / Karolyn Kirby      |
| 5       | Liz Masakayan / Angela Rock         |
| 7       | Cubana Costa / Magda Lima           |
| 7       | Christine Podraza / Karrie Poppinga |

### World Series João Pessoa
Van 9 tot en met 12 mei 1996
| Mannen | Mannen                               |
| Rang   | Team                                 |
| ------ | ------------------------------------ |
| 1      | Paulão Moreira / Paulo Emilio Silva  |
| 2      | Martín Conde / Eduardo Martínez      |
| 3      | Zé Marco / Emanuel Rego              |
| 4      | Julien Prosser / Lee Zahner          |
| 5      | Jan Kvalheim / Bjørn Maaseide        |
| 5      | Rogério Ferreira / Guilherme Marques |
| 7      | Roberto Lopes / Franco Neto          |
| 7      | André Gomes / Fred Souza             |

### World Series Alanya
Van 31 mei tot en met 2 juni 1996
| Mannen | Mannen                              |
| Rang   | Team                                |
| ------ | ----------------------------------- |
| 1      | Martín Conde / Eduardo Martínez     |
| 2      | Zé Marco / Emanuel Rego             |
| 3      | Jan Kvalheim / Bjørn Maaseide       |
| 4      | Roberto Lopes / Franco Neto         |
| 5      | John Child / Mark Heese             |
| 5      | Paulão Moreira / Paulo Emilio Silva |
| 7      | Michel Everaert / Sander Mulder     |
| 7      | Julien Prosser / Lee Zahner         |

### World Series Hermosa Beach
Van 21 tot en met 23 juni 1996
| Mannen | Mannen                           |
| Rang   | Team                             |
| ------ | -------------------------------- |
| 1      | Jan Kvalheim / Bjørn Maaseide    |
| 2      | Roberto Lopes / Franco Neto      |
| 3      | Martín Conde / Eduardo Martínez  |
| 4      | Zé Marco / Emanuel Rego          |
| 5      | Francisco Álvarez / Juan Rossell |
| 5      | Javier Bosma / Sixto Jiménez     |
| 7      | John Child / Mark Heese          |
| 7      | Carl Henkel / Sinjin Smith       |

| Vrouwen | Vrouwen                             |
| Rang    | Team                                |
| ------- | ----------------------------------- |
| 1       | Sandra Pires / Jackie Silva         |
| 2       | Mônica Rodrigues / Adriana Samuel   |
| 3       | Holly McPeak / Nancy Reno           |
| 4       | Natalie Cook / Kerri Pottharst      |
| 5       | Gail Castro / Debra Richardson      |
| 5       | Liz Masakayan / Angela Rock         |
| 7       | Barbra Fontana / Linda Hanley       |
| 7       | Christine Podraza / Karrie Poppinga |

### World Series Marseille
Van 27 tot en met 30 juni 1996
| Mannen | Mannen                                    |
| Rang   | Team                                      |
| ------ | ----------------------------------------- |
| 1      | Roberto Lopes / Franco Neto               |
| 2      | Carl Henkel / Sinjin Smith                |
| 3      | Martín Conde / Eduardo Martínez           |
| 4      | Jean-Philippe Jodard / Christian Penigaud |
| 5      | Rogério Ferreira / Guilherme Marques      |
| 5      | Martin Laciga / Paul Laciga               |
| 7      | Zé Marco / Emanuel Rego                   |
| 7      | Marek Pakosta / Michal Palinek            |

### World Series Berlijn
Van 5 tot en met 7 juli 1996
| Mannen | Mannen                                    |
| Rang   | Team                                      |
| ------ | ----------------------------------------- |
| 1      | John Child / Mark Heese                   |
| 2      | Rogério Ferreira / Guilherme Marques      |
| 3      | Julien Prosser / Lee Zahner               |
| 4      | Francisco Álvarez / Juan Rossell          |
| 5      | Martín Conde / Eduardo Martínez           |
| 5      | Jean-Philippe Jodard / Christian Penigaud |
| 7      | Paulão Moreira / Paulo Emilio Silva       |
| 7      | Dmitri Karasev / Maksim Pospelov          |

### Olympische Spelen Atlanta
Van 23 tot en met 28 juli 1996
| Mannen | Mannen                           |
| Rang   | Team                             |
| ------ | -------------------------------- |
| 1      | Karch Kiraly / Kent Steffes      |
| 2      | Mike Dodd / Mike Whitmarsh       |
| 3      | John Child / Mark Heese          |
| 4      | João Brenha / Miguel Maia        |
| 5      | Carl Henkel / Sinjin Smith       |
| 5      | Javier Bosma / Sixto Jiménez     |
| 7      | Jan Kvalheim / Bjørn Maaseide    |
| 7      | Francisco Álvarez / Juan Rossell |

| Vrouwen | Vrouwen                           |
| Rang    | Team                              |
| ------- | --------------------------------- |
| 1       | Sandra Pires / Jackie Silva       |
| 2       | Mônica Rodrigues / Adriana Samuel |
| 3       | Natalie Cook / Kerri Pottharst    |
| 4       | Barbra Fontana / Linda Hanley     |
| 5       | Holly McPeak / Nancy Reno         |
| 5       | Sachiko Fujita / Yukiko Takahashi |
| 7       | Beate Bühler / Danja Müsch        |
| 7       | Liane Fenwick / Anita Spring      |

### Grand Slam Pornichet
Van 9 tot en met 11 augustus 1996
| Mannen | Mannen                               |
| Rang   | Team                                 |
| ------ | ------------------------------------ |
| 1      | Zé Marco / Emanuel Rego              |
| 2      | Rogério Ferreira / Guilherme Marques |
| 3      | Jan Kvalheim / Bjørn Maaseide        |
| 4      | Paulão Moreira / Paulo Emilio Silva  |
| 5      | Martín Conde / Eduardo Martínez      |
| 5      | John Child / Mark Heese              |
| 7      | Marek Pakosta / Michal Palinek       |
| 7      | Glenn Hamilton / Reid Hamilton       |

### World Series Osaka
Van 9 tot en met 11 augustus 1996
| Vrouwen | Vrouwen                           |
| Rang    | Team                              |
| ------- | --------------------------------- |
| 1       | Natalie Cook / Kerri Pottharst    |
| 2       | Danalee Bragado / Pat Keller      |
| 3       | Liane Fenwick / Sarah Straton     |
| 4       | Yukiko Takahashi / Kaori Tsuchiya |
| 5       | Maya Hashimoto / Take Kinugasa    |
| 5       | Chikako Kumamae / Jun Moriyama    |
| 7       | Isabel Salgado / Gerusa Costa     |
| 7       | Eta Kaize / Timy Yudhani          |

### World Series Espinho
Van 9 tot en met 11 augustus 1996
| Vrouwen | Vrouwen                             |
| Rang    | Team                                |
| ------- | ----------------------------------- |
| 1       | Sandra Pires / Jackie Silva         |
| 2       | Mônica Rodrigues / Adriana Samuel   |
| 3       | Adriana Behar / Shelda Bede         |
| 4       | Maike Friedrichsen / Danja Müsch    |
| 5       | Adriana Bento / Karina Lins         |
| 5       | Laura Bruschini / Annamaria Solazzi |
| 7       | Merita Berntsen / Ragni Hestad      |
| 7       | Marla O'Hara / Monique Oliver       |

### Grand Slam Espinho
Van 16 tot en met 18 augustus 1996
| Mannen | Mannen                               |
| Rang   | Team                                 |
| ------ | ------------------------------------ |
| 1      | Mike Dodd / Mike Whitmarsh           |
| 2      | John Child / Mark Heese              |
| 3      | Martín Conde / Eduardo Martínez      |
| 4      | Jan Kvalheim / Bjørn Maaseide        |
| 5      | Rogério Ferreira / Guilherme Marques |
| 5      | Julien Prosser / Lee Zahner          |
| 7      | Paulão Moreira / Paulo Emilio Silva  |
| 7      | Carl Henkel / Sinjin Smith           |

### World Series Oostende
Van 16 tot en met 18 augustus 1996
| Vrouwen | Vrouwen                             |
| Rang    | Team                                |
| ------- | ----------------------------------- |
| 1       | Sandra Pires / Jackie Silva         |
| 2       | Beate Bühler / Danja Müsch          |
| 3       | Adriana Behar / Shelda Bede         |
| 4       | Mônica Rodrigues / Adriana Samuel   |
| 5       | Laura Bruschini / Annamaria Solazzi |
| 5       | Maike Friedrichsen / Silke Schmitt  |
| 7       | Adriana Bento / Karina Lins         |
| 7       | Merita Berntsen / Ragni Hestad      |

### World Series Lignano
Van 23 tot en met 25 augustus 1996
| Mannen | Mannen                               |
| Rang   | Team                                 |
| ------ | ------------------------------------ |
| 1      | Zé Marco / Emanuel Rego              |
| 2      | Carl Henkel / Sinjin Smith           |
| 3      | Jan Kvalheim / Bjørn Maaseide        |
| 4      | Paulão Moreira / Paulo Emilio Silva  |
| 5      | Julien Prosser / Lee Zahner          |
| 5      | Francisco Álvarez / Juan Rossell     |
| 7      | Rogério Ferreira / Guilherme Marques |
| 7      | Mariano Baracetti / José Salema      |

### World Series Busan
Van 23 tot en met 25 augustus 1996
| Vrouwen | Vrouwen                                |
| Rang    | Team                                   |
| ------- | -------------------------------------- |
| 1       | Lisa Arce / Holly McPeak               |
| 2       | Yuki Ishizaka / Yukiko Takahashi       |
| 3       | Mônica Rodrigues / Adriana Samuel      |
| 4       | Liz Masakayan / Angela Rock            |
| 5       | Liane Fenwick / Sarah Straton          |
| 5       | Angela Clarke / Annette Huygens Tholen |
| 7       | Eta Kaize / Timy Yudhani               |
| 7       | Camilla Funck / Pernille Jørgensen     |

### World Series Tenerife
Van 5 tot en met 8 september 1996
| Mannen | Mannen                               |
| Rang   | Team                                 |
| ------ | ------------------------------------ |
| 1      | Zé Marco / Emanuel Rego              |
| 2      | John Child / Mark Heese              |
| 3      | Francisco Álvarez / Juan Rossell     |
| 4      | Martin Laciga / Paul Laciga          |
| 5      | Rogério Ferreira / Guilherme Marques |
| 5      | Carl Henkel / Sinjin Smith           |
| 7      | Eduardo Garrido / Roberto Lopes      |
| 7      | Miguel Maia / João Brenha            |

### Grand Slam Carolina
Van 6 tot en met 8 september 1996
| Vrouwen | Vrouwen                         |
| Rang    | Team                            |
| ------- | ------------------------------- |
| 1       | Adriana Behar / Shelda Bede     |
| 2       | Sandra Pires / Jackie Silva     |
| 3       | Lisa Arce / Holly McPeak        |
| 4       | Natalie Cook / Kerri Pottharst  |
| 5       | Adriana Bento / Karina Lins     |
| 5       | Karolyn Kirby / Karrie Poppinga |
| 7       | Liz Masakayan / Angela Rock     |
| 7       | Barbra Fontana / Linda Hanley   |

### World Series Jakarta
Van 4 tot en met 6 oktober 1996
| Mannen | Mannen                               |
| Rang   | Team                                 |
| ------ | ------------------------------------ |
| 1      | Roberto Lopes / Franco Neto          |
| 2      | Carl Henkel / Sinjin Smith           |
| 3      | André Gomes / Emanuel Rego           |
| 4      | Rogério Ferreira / Guilherme Marques |
| 5      | John Child / Mark Heese              |
| 5      | Bill Boullianne / Eric Fonoimoana    |
| 7      | Martín Conde / Eduardo Martínez      |
| 7      | Jody Holden / Conrad Leinemann       |

### World Series Carolina
Van 18 tot en met 20 oktober 1996
| Mannen | Mannen                               |
| Rang   | Team                                 |
| ------ | ------------------------------------ |
| 1      | Zé Marco / Emanuel Rego              |
| 2      | Rogério Ferreira / Guilherme Marques |
| 3      | Carlos Loss / Duda Macedo            |
| 4      | Roberto Lopes / Franco Neto          |
| 5      | Canyon Ceman / Ian Clark             |
| 5      | Mike Dodd / Mike Whitmarsh           |
| 7      | Martín Conde / Eduardo Martínez      |
| 7      | Carl Henkel / Sinjin Smith           |

### World Series Fortaleza
Van 24 tot en met 27 oktober 1996
| Mannen | Mannen                               |
| Rang   | Team                                 |
| ------ | ------------------------------------ |
| 1      | Mike Dodd / Mike Whitmarsh           |
| 2      | Rogério Ferreira / Guilherme Marques |
| 3      | Zé Marco / Emanuel Rego              |
| 4      | Eduardo Garrido / André Gomes        |
| 5      | Jan Kvalheim / Bjørn Maaseide        |
| 5      | Paulão Moreira / Paulo Emilio Silva  |
| 7      | Jörg Ahmann / Axel Hager             |
| 7      | Lula Barbosa / Adriano Garrido       |

### World Series Salvador
Van 7 tot en met 10 november 1996
| Vrouwen | Vrouwen                           |
| Rang    | Team                              |
| ------- | --------------------------------- |
| 1       | Mônica Rodrigues / Adriana Samuel |
| 2       | Sandra Pires / Jackie Silva       |
| 3       | Adriana Behar / Shelda Bede       |
| 4       | Lisa Arce / Holly McPeak          |
| 5       | Natalie Cook / Kerri Pottharst    |
| 5       | Adriana Bento / Karina Lins       |
| 7       | Barbra Fontana / Angela Rock      |
| 7       | Renata Castro / Roseli Timm       |

### World Series Jakarta
Van 22 tot en met 24 november 1996
| Vrouwen | Vrouwen                             |
| Rang    | Team                                |
| ------- | ----------------------------------- |
| 1       | Adriana Behar / Shelda Bede         |
| 2       | Maike Friedrichsen / Danja Müsch    |
| 3       | Sandra Pires / Jackie Silva         |
| 4       | Holly McPeak / Karrie Poppinga      |
| 5       | Natalie Cook / Kerri Pottharst      |
| 5       | Barbra Fontana / Angela Rock        |
| 7       | Yuki Ishizaka / Yukiko Takahashi    |
| 7       | Laura Bruschini / Annamaria Solazzi |

### World Series Durban
Van 13 tot en met 15 december 1996
| Mannen | Mannen                               |
| Rang   | Team                                 |
| ------ | ------------------------------------ |
| 1      | Rogério Ferreira / Guilherme Marques |
| 2      | Mike Dodd / Mike Whitmarsh           |
| 3      | Zé Marco / Emanuel Rego              |
| 4      | Jan Kvalheim / Bjørn Maaseide        |
| 5      | Martín Conde / Eduardo Martínez      |
| 5      | Eduardo Garrido / Franco Neto        |
| 7      | Jody Holden / Conrad Leinemann       |
| 7      | Duda Macedo / Fred Souza             |

## Prijzen
| Winnaar FIVB World Tour | Winnaar FIVB World Tour     |
| Mannen                  | Vrouwen                     |
| ----------------------- | --------------------------- |
| Zé Marco / Emanuel Rego | Sandra Pires / Jackie Silva |